# Natalja Romanowna Tschigirinowa
Natalja Romanowna Tschigirinowa (russisch Наталья Романовна Чигиринова, wiss. Transliteration Natal'ja Romanovna Čigirinova; * 20. Juli 1993 in Toljatti, Russland) ist eine russische Handballspielerin, die für den russischen Erstligisten PGK ZSKA Moskau aufläuft.

## Karriere

### Im Verein
Tschigirinowa begann das Handballspielen im Alter von neun Jahren in ihrer Geburtsstadt. Ab August 2010 lief die Rückraumspielerin für GK Lada Toljatti auf. Mit Lada gewann sie 2011 die russische Jugendmeisterschaft. Bei Lada lief Tschigirinowa für die 2. Damenmannschaft auf. Später rückte sie in den Kader der 1. Damenmannschaft, die in der höchsten russischen Spielklasse antrat. In der russischen Liga wurde sie 2014 und 2015 russischer Vizemeister. Im Jahr 2014 gewann sie mit Lada den EHF-Pokal. Tschigirinowa erzielte drei Treffer in den beiden Finalspielen gegen die dänische Mannschaft von Team Esbjerg.
Tschigirinowa wechselte im Sommer 2016 zum Ligakonkurrenten GK Astrachanotschka. Zwei Spielzeiten später schloss sie sich dem kroatischen Erstligisten ŽRK Podravka Koprivnica an. Mit Podravka Koprivnica gewann sie 2019 sowohl die kroatische Meisterschaft als auch den kroatischen Pokal. Seit der Saison 2019/20 steht sie beim russischen Erstligisten PGK ZSKA Moskau unter Vertrag. Mit ZSKA gewann sie 2021 die russische Meisterschaft. Im August 2021 gab sie ihre Schwangerschaft bekannt. Sie gewann mit ZSKA 2023, 2024 und 2025 die russische Meisterschaft sowie 2023 und 2024 den russischen Pokal.

### In Auswahlmannschaften
Tschigirinowa gewann mit der russischen Studentenauswahl, die von ihrem damaligen Vereinstrainer Lewon Akopjan betreut wurde, die Goldmedaille bei der Universiade 2015 in Gwangju.